# Werkspoorhavenbrug
De Werkspoorhavenbrug of Werkspoorbrug is een brug in de Nederlandse stad Utrecht.
Het betreft een stalen geklinknagelde beweegbare brug op de overgang van de Keulsekade met de Havenweg. Ze ligt in de waterverbinding  tussen het Amsterdam-Rijnkanaal en de Werkspoorhaven. Werkspoor was in vroegere tijden gevestigd aan dit haventje. Een elektrisch aangedreven en mooi zichtbaar aan de val gemonteerde tandrad kwadrant in de Hameipoort haalt, samen met de in vakwerk uitgevoerde balans, de val op. Het zware brugdek bestaat uit 6 liggers en 2 kantliggers die aan het landhoofd met een as door 4 vetgesmeerde lagers draait. De Werkspoorhavenbrug is een gemeentelijk monument en is in 1913 gebouwd. Aan het eind van de 20e eeuw volgde een volledige revisie van de brug.